# Sekrety ojca
Sekrety ojca (tur. Babam ve Ailesi) – turecki serial obyczajowy wyprodukowany przez wytwórnię Gold Production. Emitowany premierowo w Turcji od 19 września do 12 grudnia 2016 na antenie Kanal D. W Polsce serial emitowany od 2 marca do 5 maja 2017 na kanale TVP1.

## Opis fabuły
Serial opisuje perypetie biznesmena Kemala İpekçi, który prowadzi podwójne życie. Mieszka w Stambule wraz ze swoją żoną Suzan oraz dwójką dzieci – Mertem i Çiçek. W Adanie mieszka jego druga rodzina – ukochana z czasów młodości Nilgun z bliźniakami Kadirem i Hasret. Kiedy sekrety ojca wychodzą na jaw mężczyzna musi stanąć przed trudnym wyborem i podjąć decyzję, aby walczyć o szczęście swoich dzieci.

## Obsada
- Ayça Bingöl – Nilgün Kayalar
- Bülent İnal – Kemal İpekçi
- Ceyda Düvenci – Suzan İpekçi
- Sercan Badur – Mert İpekçi
- Erdem Akakçe – Fadıl
- Caner Şahin – Kadir Kayalar
- Eva Dedova – Ece
- Sera Kutlubey – Hasret Kayalar
- Can Albayrak – İbo
- Doğa Zeynep Doğuşlu – Çiçek İpekçi
- Sezin Bozacı – Emine
- Ecem Simge Yurdatapan – Yelda
- İlker Özer – Kerim
- Kubilay Karslıoğlu – Ahmet
- Tuna Kırlı – Spor Hocası
- Taygun Sungar – Caner
- Emel Goksu – Macide Ipekci

## Spis serii
| Seria | Liczba odcinków | Liczba odcinków | Premierowa emisja | Premierowa emisja | Premierowa emisja | Premierowa emisja | Zakres odcinków | Zakres odcinków |
| Seria | Turcja          | Polska          | Rozpoczęcie       | Zakończenie       | Rozpoczęcie       | Zakończenie       | Oryginalnie     | Polska          |
| ----- | --------------- | --------------- | ----------------- | ----------------- | ----------------- | ----------------- | --------------- | --------------- |
| 1     | 13              | 42              | 19 września 2016  | 12 grudnia 2016   | 2 marca 2017      | 5 maja 2017       | 1–13            | 1–42            |

## Emisja w Polsce
W Polsce serial emitowany od 2 marca do 5 maja 2017 w TVP1. Tekst w języku polskim opracowała Agnieszka Sobkowska. Lektorem serialu był Marek Lelek.Oraz od 7 października 2018 w każdą niedzielę o godzinie 15.15 na kanale TVP3.